# روابط ارمنستان و ژاپن
روابط ارمنستان و ژاپن به‌طور رسمی در ۷ سپتامبر ۱۹۹۲ برقرار شد.
روبرت کوچاریان رئیس‌جمهور ارمنستان در دسامبر سال ۲۰۰۱ به‌طور رسمی به ژاپن رفت و با امپراتور و نخست‌وزیر ژاپن دیدار کرد. وی اعلام کرد که ارمنستان قصد دارند در اسرع وقت سفارت خود را در توکیو راه‌اندازی کند.

## تاریخ
روابط ارمنستان و ژاپن به‌طور رسمی در ۷ سپتامبر ۱۹۹۲ برقرار شد. پیش از این، روابط از طریق اتحاد جماهیر شوروی بود.
در اصل، ارمنستان در سفارت ژاپن در پکن و ژاپن در سفارت ارمنستان در مسکو نمایندگی داشتند. سفارت ارمنستان در توکیو در ۱۳ ژوئیه ۲۰۱۰ افتتاح شد و سفارت ژاپن در ایروان در ۱ ژانویه ۲۰۱۵ ساخته شد. ارمنستان در ابتدا در ژاپن سفیر نداشت، تا ماه مه ۲۰۱۲، هنگامی که هراند پوغوسیان به عنوان سفیر ارمنستان منصوب شد.
در ۲۹ ژوئن ۲۰۱۷، توسط معاون وزیر امور خارجه ژاپن موتوم تاکیساوا اعلام شد که شرایط ویزا برای اتباع ارمنستان از اول سپتامبر ۲۰۱۷ کاهش می‌یابد، و در ۳۱ اوت ۲۰۱۷، ارمنستان شرایط ویزا برای شهروندان ژاپنی را لغو کرد.

## نسل‌کشی ارامنه
در طول جنگ جهانی اول، امپراتوری ژاپن درگیر آنتانت علیه قدرت‌های مرکزی بود و ژاپن را در برابر امپراتوری عثمانی قرار داد، که بعداً نسل‌کشی ارامنه را انجام داد. شیبوا ایچی، ویسکونت ژاپنی که از نسل‌کشی هشدار یافته بود، تلاش برای امداد و نجات ارامنه را آغاز کرد، جامعه ارمنی که موفق به زنده ماندن شد، نقش او را به خوبی درک کرده‌است.
با این وجود، جنگ جهانی دوم و جنایات جنگی ژاپنی متعاقب آن، از ترس واکنش‌های سیاسی، مانع از پذیرش نسل‌کشی ژاپن شده‌است.